# 꼬부기
《꼬부기》(ゼニガメ 제니가메[*], 영어: Squirtle 스쿼틀[*])는 포켓몬스터 시리즈에 등장하는 가공의 캐릭터(몬스터)이다. 분류는 꼬마거북 포켓몬이다.

## 특징
거북의 모습을 한 포켓몬이다. 등의 둥근 등껍질은 몸을 지킬 뿐만 아니라, 물의 저항을 줄이면서 재빠르게 헤엄칠 수 있게 하는 역할도 한다. 태어난 지 얼마 안 된 꼬부기는, 탄생 후 등의 등껍데기가 점차 부풀어 오르기 시작하면서 점점 딱딱해진다고 한다. 목을 등껍질 안으로 숨길 수 있다.

## 게임에서의 꼬부기
《포켓몬스터 적·녹·청》, 《포켓몬스터 파이어 레드·리프 그린》에서 최초로 오박사로부터 받을 수 있는 포켓몬 중 한 마리이다. 《포켓몬스터 피카츄》 버전에서는 갈색시티의 체육관장 마티스에게 승리한 뒤, 여경에게 꼬부기를 양도받는다.
레벨 16에 어니부기로 진화한다.
《포켓몬 불가사의 던전 파랑 구조대·빨강 구조대》에서는, 주인공 파트너의 한마리로서 등장한다.
《대난투 스매시브라더스 X》에서는 이상해풀, 리자몽과 함께 신캐릭터 '포켓몬 트레이너'의 소지 포켓몬으로 등장한다.
레벨 36에 거북왕으로 진화한다. 꼬부기는 배틀 팩토리의 레벨 50 부문에서만 빌릴 수 있다.
포켓몬스터 소드&실드의 갑옷의 외딴섬에서는 진화하면 거다이맥스가 되는 꼬부기 또는 이상해씨를 받을수가 있다
거다이맥스한 꼬부기의 최종 진화형 거북왕의 물타입 기술인 거다이포격은 물타입을 제외한 모든 상대에게 데미지를 준다.

## 애니메이션에서의 꼬부기
주인공 지우의 포켓몬. 원래 트레이너에게 버려진 꼬부기들이 모여 결성된 비행 집단, '꼬부기단'의 대장이였지만, 자신을 로켓단의 공격으로부터 지켜준 지우를 뒤따르게 된다. 밝은 성격으로 꼬부기단을 인솔하고 있던 경험이 있어 리더십을 보일 때도 있다. 꼬부기단 시절에 썼던 선글라스는 등껍질 안에 숨겨져있다.
후에, 마음을 고쳐 소방단의 일원이 된 꼬부기단의 동료들과 재회, 지우의 꼬부기도 소방단에 입단하게 된다. 성도리그 예선에서 킹크랩이 부상당했을 때 나타나 위기의 상황을 극복한 적도 있다.
《포켓몬스터 AG》에서는 배틀 피라미드 공략 때, 지우의 이상해씨와 리자몽과 함께 불려나왔다. 진다이(국칭:기선)와의 배틀에서는 아이스크의 민첩함에 농락 당하면서도 「로케트 박치기」로 아이스크를 격파하지만, 다음의 상대 솔록에게 「솔라빔」을 맞고 쓰러진다.
지우의 라이벌인 오바람도 최초의 포켓몬으로 꼬부기를 선택해서 여행을 떠났었다. 지우도 최초의 포켓몬으로 꼬부기를 선택할 생각이었지만 그 날, 늦잠을 잤기 때문에 선택할 수 없었다. 또, 봄이도 암컷 꼬부기를 가지고 있다. 봄이가 오박사의 연구소에서 받았을 때 처음에는 겁이 많은 성격이었지만 성격도 개선되어 콘테스트에서도 활약하게 된다.
단편 애니메이션 《포켓몬 불가사의 던전 출동 포켓몬 구조대 파이팅즈!》에서는 주인공으로, 인간의 소년이 꼬부기가 되어 포켓몬의 세계에서 구조대 '파이팅즈'의 멤버로 활약한다.
《포켓몬스터 디 오리진》에서 그린이 선택한 포켓몬으로 등장한다. 그린이 챔피언으로 등극한 후에는 어니부기를 거쳐 거북왕까지 최종진화를 한 상태였다. 그러나 레드의 리자몽에 불대문자를 맞고 쓰러지고 만다.

## 그 외에서의 꼬부기
- 극장판 《뮤츠의 역습》에서 초반부에 복사된 꼬부기가 등장한다. 후반부에 지우의 꼬부기와 복제꼬부기가 싸우지만 지우의 꼬부기가 고전한다.
- 극장판 《뮤와 파동의 용사 루카리오》와 《포켓몬 레인저와 바다의 왕자 마나피》에서 봄이의 꼬부기가 등장한다.
- 단편영화 《피카츄의 여름방학》에서는 블루와의 달리기 대결과, 마릴과의 수영 대결에서 진다.
- 만화책 「포켓몬스터 스페셜」에서는 블루가 오박사의 연구소에서 꼬부기를 훔친다.
- 하연수의 별명이다.
- 솔라의 별명이다.
- 유정의 별명이다.

## 같이 보기
- 포켓몬스터
- 포켓몬의 목록